# Lazy Days (Robbie Williams-dal)
A Lazy Days című kislemez Robbie Williams brit popénekes kislemeze, amely a Life thru a Lens című, 1997-es albumáról jelent meg. A dal bekerült a Top 10-be az Egyesült Királyságban, más országokban még ekkora sikert sem ért el.
Az énekest kiengedték a rehabilitációs klinikáról egy napra, hogy el tudja készíteni a dal videóklipjét, Robbie így nyilatkozott a klipről: "ez egy dilis videó volt, látni, milyen volt a fejem akkoriban"."
Amikor Rob körbesétált Guy Chambers londoni lakásában és meghallgatta a producer régebbi együttesének, a Lemon Trees'-nek egyik dalát, megtetszett neki a szám. Kicsit változtatott a szövegen és ebből lett a Lazy Days, Rob második kislemeze. Chris Briggs úgy nyilatkozott a Music Week magazinnak, hogy Guy és Rob korai demója nagyon biztató: "Megerősítették, hogy megtalálták az utat, de ennek természetesnek kell lennie."Guy bevallotta, hogy nem volt biztos benne, mi fog történni: "Túl leszünk ezen az éven anélkül, hogy Robbie megölje magát?"
A dal nem tudott bejutni a Top 40-be Európában és csak egy hetet töltött az Egyesült Királyság Top 10 listáján, a nyolcadik helyen.

## Kritika
| „                                         | Senkinek sem volt fogalma arról, hogy Robbie milyen fajta zenét fog csinálni. Végül, amikor meghallgattam a lemezt ezt mondtam: Robbie jó énekes lesz, mert a zenéje briliáns. A Take That-ből mindig is ő volt az egyetlen, aki hiteles. | ” |
| – Peter Lorraine, Top of the Pops magazin | |   |

## Feldolgozások
A dalt két előadó is feldolgozta: Dave Michigan brit lemezproducer és a svájci BluePearl nevű zenekar.

## Formátumok és tracklista
A Lazy Days című dal alábbi formátumai jelentek meg:
UK CD1

(Megjelent: 1997. július 14.)
1. "Lazy Days" - 3:53
2. "Teenage Millionare" - 3:09
3. "Falling In Bed (Again)" - 3:28

UK CD2

(Megjelent 1997. július 14.)
1. "Lazy Days" - 3:53
2. "She Makes Me High" - 3:23
3. "Everytime We Say Goodbye" - 3:03

## Videóklip
A Lazy Days videóklipjét Thomas Q. Napper rendezte, a klip 1997 júliusában jelent meg.
| #         | Kiadó cég | Ország | Formátum    | Megjelent    | Produkciós cég | Rendező          | Producer | Kiadó | Fotó |
| --------- | --------- | ------ | ----------- | ------------ | -------------- | ---------------- | -------- | ----- | ---- |
| 1. verzió |           | UK     | zenei video | 1997. július |                | Thomas Q. Napper |          |       |      |

## Helyezések
| Slágerlista (1997)           | Legmagasabb helyezés |
| ---------------------------- | -------------------- |
| UK kislemez listája          | 8                    |
| Finnország kislemez listája  | 18                   |
| Hollandia kislemez listája   | 72                   |
| Németország kislemez listája | 90                   |